# The Bob Mathias Story
The Bob Mathias Story ist eine US-amerikanische Filmbiografie des Regisseurs Francis D. Lyon aus dem Jahr 1954. Der Film schildert die Geschichte des US-Zehnkämpfers Bob Mathias, der 1948 der jüngste Leichtathletik-Olympiasieger aller Zeiten wurde und 1952 als erster Zehnkämpfer seinen Olympiasieg wiederholen konnte. In dem Film spielt Bob Mathias sich selbst. Auch Melba Mathias, seine spätere Ehefrau, spielte sich selbst.

## Handlung
Im kalifornischen Tulare besucht der 17-jährige Bob Mathias die High School. Er ist der Star der Leichtathletikmannschaft. Sein Trainer Virgil Jackson überzeugt ihn, sich an der Qualifikation für die Olympischen Spiele 1948 in London zu versuchen. Bob startet im Zehnkampf, obwohl seine Eltern, der Arzt Dr. Charles Mathias und seine Frau Lillian, Vorbehalte haben. Sie befürchten, dass seine Ausdauer nicht genüge, da er in früheren Jahren an Anämie gelitten hat. Dennoch unterstützen ihn sowohl seine Eltern als auch seine Freundin Melba nach Kräften.
Bob hat nur einen Monat Vorbereitungszeit. Bei den Olympiaausscheidungen in Bloomfield kann er sich tatsächlich für die Olympischen Spiele qualifizieren. Seine Eltern begleiten ihn nach London und werden Zeuge seines Olympiasieges. Bob erhält ein Glückwunschtelegramm des US-Präsidenten Harry S. Truman. In San Francisco und Tulare werden zu seinen Ehren Paraden abgehalten. Bob möchte seinem Vater als Arzt nachfolgen und strebt ein Medizinstudium an der Stanford University an. Die Universität kann ihn mangels Qualifikationen nicht aufnehmen.
Bob besucht eine Privatschule in Pennsylvania. Bob trennt sich von Melba und konzentriert sich auf seinen Sport. In der Folgezeit kann er mehrere Rekorde aufstellen, was ihm nun den Universitätsbesuch in Stanford ermöglicht. Er wird Mitglied der American-Football-Mannschaft der Universität und wird auch hier zum Star. Nach einiger Zeit begegnen sich Bob und Melba zufällig auf dem Campus und beginnen wieder eine Beziehung.
Bob erfährt von seinem Trainer, dass bei den Olympischen Spielen 1952 in Helsinki erstmals sowjetische Athleten antreten werden. Jackson ist überzeugt, dass Bob wieder Olympiasieger werden kann. Auch seine Freunde, seine Familie und die Bevölkerung befürworten seinen Start in Helsinki. Bob qualifiziert sich für die Olympiamannschaft und reist nach Helsinki, wo er seinen Olympiasieg wiederholen kann. Nach dem Wettkampf ruft er Melba an, er will sie sofort heiraten.

## Kritiken
Das Lexikon des internationalen Films schreibt, der Film zeigt Mathias’ „Werdegang und die Bemühungen des Trainers um seine sportliche Entwicklung und gipfelt in sehenswerten Dokumentaraufnahmen der Wettkämpfe, die dem billig produzierten Film sein eigentliches Interesse sichern.“
Der Kritiker der New York Times beschreibt das Werk als sorgfältig gemäßigte Schilderung der frühen Jahre des Helden, die viel zur ausgezeichneten und authentischen Wirkung der eingefügten Archivaufnahmen beiträgt.

## Hintergrund
Die Uraufführung fand am 24. Oktober 1954 statt. In Deutschland wurde der Film erstmals am 14. November 1998 im Fernsehen in der Originalfassung mit deutschen Untertiteln gezeigt.
Gastauftritte absolvierten der Kugelstoßer Milt Campbell und die Wasserspringerin Patricia McCormick. In den Film eingearbeitete Archivaufnahmen zeigen den finnischen Langstreckenläufer Paavo Nurmi, den American-Football-Spieler Frank Gifford und den Wasserspringer Samuel Lee. Als Erzähler ist in der Originalfassung William Conrad zu hören. Eine kleine Nebenrolle als Zuschauer übernahm Harold Miller.
Einem Artikel der New York Times vom 20. Juni 1954 zufolge gründeten Bob Mathias und der Produzent James Fallon eine eigene Produktionsfirma, Mathlon Productions Inc., um den Film zu finanzieren. 45 Einwohner von Tulare haben in die Produktion investiert und machten damit 40 % des Budgets von ca. 180.000 Dollar aus.